# Cianato de sodio
El cianato de sodio es un compuesto químico inorgánico, del grupo de las sales, que está constituido por aniones de cianato {\displaystyle {\ce {OCN-}}} y cationes sodio (1+) {\displaystyle {\ce {Na+}}}, cuya fórmula química es {\displaystyle {\ce {NaOCN}}}.

## Propiedades
El cianato de sodio se presenta en forma de cristales blancos, amarillo pálido o beige pálido, de densidad 1,937 g/cm³ y con un punto de fusión de 550 °C. Es soluble en agua, siendo su solubilidad de 11 g en 100 g de agua a 20 °C.

## Preparación
El cianato de sodio se puede preparar a partir de carbonato de sodio {\displaystyle {\ce {Na2CO3}}} y urea {\displaystyle {\ce {NH2CONH2}}} según la reacción:
{\displaystyle {\ce {Na2CO3 + 2NH2CONH2 -> 2NaOCN + CO2 + 2NH3 + H2O}}}

## Aplicaciones
En la industria se emplea como intermediario en la producción de materias colorantes, medicamentos a granel, sales de tratamiento térmico para metales, fungicidas, herbicidas e iniciadores fotográficos. También es un nucleófilo ideal. Las propiedades nucleófilas del cianato de sodio lo convierten en un contribuyente principal a la estereoespecificidad en determinadas reacciones, como por ejemplo en la producción de oxazolidona quiral. 
Por otra parte, también actúa como reactivo en la producción de urea asimétrica que tiene un abanico de actividades biológicas principalmente en los intermedios aril-isocianatos. Estos intermedios y cianato de sodio se han aplicado a la medicina, mostrando efectos cancerígenos contrabalanciales sobre el cuerpo humano, que probablemente es eficaz con anemia falciforme y para bloquear determinados receptores de melanina que se ha indicado que es útil con la obesidad.
En agricultura el cianato de sodio se utiliza como herbicidas, principalmente para destruir malas hierbas en el césped y en los cultivos de cebolla. Simultáneamente, actúa como fertilizante debido a su alto contenido en nitrógeno disponible.